# D'グラフォート大阪N.Y.タワーHIGOBASHI
D'グラフォート大阪N.Y.タワーHIGOBASHI（ディーグラフォートおおさかN.Y.タワーひごばし）は、大阪府大阪市西区にある超高層マンションである。

## 概要
四ツ橋筋に面する日立造船ビルの跡地を大和ハウス工業が再開発したビルで、2008年に竣工した。建物1階に四つ橋線肥後橋駅の出口が設けられている。
- B1F：スポーツクラブ
- 1F：エントランス、店舗、地下鉄肥後橋駅出口
- 2F - 46F：分譲住宅

## 交通機関

### 鉄道
- 四つ橋線 肥後橋駅 徒歩1分
- 御堂筋線 淀屋橋駅 徒歩5分
- JR 大阪駅 徒歩15分

### 道路
- 四ツ橋筋

## 近隣施設
- フェスティバルホール
- 大阪科学技術センター大阪科学技術館
- 靭公園